# Робинсон, Мушауми
Мушауми Робинсон (англ. Moushaumi Robinson; род. 13 апреля 1981) — американская легкоатлетка, специализирующаяся в спринте, олимпийская чемпионка Олимпийских игр 2004 года.

## Биография
В 2003 году она заняла седьмое место в личном зачете на Панамериканских играх в Санто-Доминго, победив в эстафете 4 на 400 метров.
На Олимпийских играх 2004 года в Афинах она использовалась в преддверии эстафеты 4 на 400 метров, что способствовало победе команды США.
В 2006 году она заняла второе место на чемпионате мира по легкой атлетике в Афинах со штафетом США. На чемпионате мира в помещении 2008 года в Валенсии она заняла шестое место на дистанции 400 метров и завоевала бронзу.